# 中川村 (三重県度会郡)
中川村（なかがわむら）は三重県度会郡にあった村。現在の度会町の北西部、宮川の中流域にあたる。

## 地理
- 山岳：国束山、獅子ヶ岳
- 河川：宮川、小山谷川、注連指川

## 歴史
- 1889年（明治22年）4月1日 - 町村制の施行により、長原村・坂井村・麻加江村・田口村・注連指村の区域をもって発足。
- 1955年（昭和30年）4月1日 - 小川郷村・内城田村・一之瀬村と合併して度会村が発足。同日中川村廃止。

## 地域

### 教育
- 中川村立中川小学校
- 中川村立中川中学校